# Liisa Rulander
Liisa Anneli Rulander, senare gift Sveningsson, född Hiltunen 7 april 1948 i Pielisjärvi i Finland, är en svensk kristdemokratisk politiker, som mellan 1991 och 1994 var riksdagsledamot för Kristdemokraterna i Södermanlands läns valkrets.